# سد خاوه
سد خاوه مربوط به دوره صفوی - دوره قاجار است و در یک کیلومتری شمال غرب روستای خاوه واقع شده و این اثر در تاریخ ۱۰ دی ۱۳۸۱ با شمارهٔ ثبت ۶۹۷۳ به‌عنوان یکی از آثار ملی ایران به ثبت رسیده است.